# Dickensian
Dickensian è una serie televisiva drammatica britannica trasmessa su BBC One dal 26 dicembre 2015 al 21 febbraio 2016. La serie di 20 episodi, creata e co-scritta da Tony Jordan, riunisce alcuni personaggi di molti romanzi di Charles Dickens in un quartiere vittoriano di Londra, mentre l'ispettore Bucket indaga sull'omicidio di Jacob Marley, socio di Ebenezer Scrooge.

## Produzione
Dickensian è stata commissionata da Danny Cohen e Ben Stephenson. I produttori esecutivi sono Polly Hill e Tony Jordan e la casa di produzione della serie è la Red Planet Pictures. Alex Jones di Red Planet Pictures ha promesso di fare pressione alla HM Revenue and Customs ed il Dipartimento per la cultura, i media, e lo sport per allentare le norme di sgravio fiscale per Dickensian; gli sgravi fiscali sono concessi solo per dramma di durata superiore a 30 minuti ed ogni episodio di Dickensian dura 30 minuti. Ad aprile 2016, la BBC ha confermato di aver cancellato la serie dopo una stagione.

## Personaggi ed interpreti
- Jacob Marley, interpretato da Peter Firth (episodi 1-20; episodi Netflix 1-10; Libro: Canto di Natale)
- Arthur Havisham, interpretato da Joseph Quinn (episodi 1-20; episodi Netflix 1-10; Libro: Grandi speranze)
- Honoria Barbary (futura Lady Dedlock), interpretata da Sophie Rundle (episodi 1-20; episodi Netflix 1-10; Libro: Casa Desolata)
- Amelia Havisham, interpretata da Tuppence Middleton (episodi 1-20; episodi Netflix 1-10; Libro: Grandi speranze)